# Château de Villeray
Cet article concerne le château des Moutiers-en-Cinglais. Pour le château de Sablons sur Huisne, voir Château de Villeray (Condeau).
Pour les articles homonymes, voir Villeray (homonymie).
Le château de Villeray est un édifice situé sur le territoire de la commune des Moutiers-en-Cinglais dans le département français du Calvados.

## Localisation
Le monument est situé dans le département français du Calvados, à Les Moutiers-en-Cinglais au lieu-dit route de Villeray.

## Histoire
Le château actuel est daté du XVIIIe siècle et conserve des éléments du XVIIe siècle : l'édifice antérieur est habillé et sont ajoutés des pavillons et d'un jardin à la française. Un seul pavillon a été construit.
Il est agrandi au XIXe siècle avec une aile ouest. Les travaux sont réalisés de 1808 à 1830.
Il est le modèle pour le château de la Bagottière construit ultérieurement sur le territoire de la commune.
L'édifice fait l'objet d'une inscription partielle comme monument historique depuis le 25 août 2005 : les façades et les toitures des deux pavillons, les sphinges figurent dans l'arrêté.

## Architecture
Le château est bâti en calcaire.